# El Benny
El Benny é um filme de drama cubano de 2006 dirigido e escrito por Jorge Luis Sánchez. Foi selecionado como representante de Cuba à edição do Oscar 2007, organizada pela Academia de Artes e Ciências Cinematográficas.

## Elenco
- Renny Arozarena: Benny Moré
- Juan Manuel Villy Carbonell: Benny Moré (voz)
- Enrique Molina: Olimpio
- Carlos Ever Fonseca: Angeluis
- Mario Guerra: Monchy
- Limara Meneses: Aida
- Isabel Santos: Maggie